# Ицзиньцзин

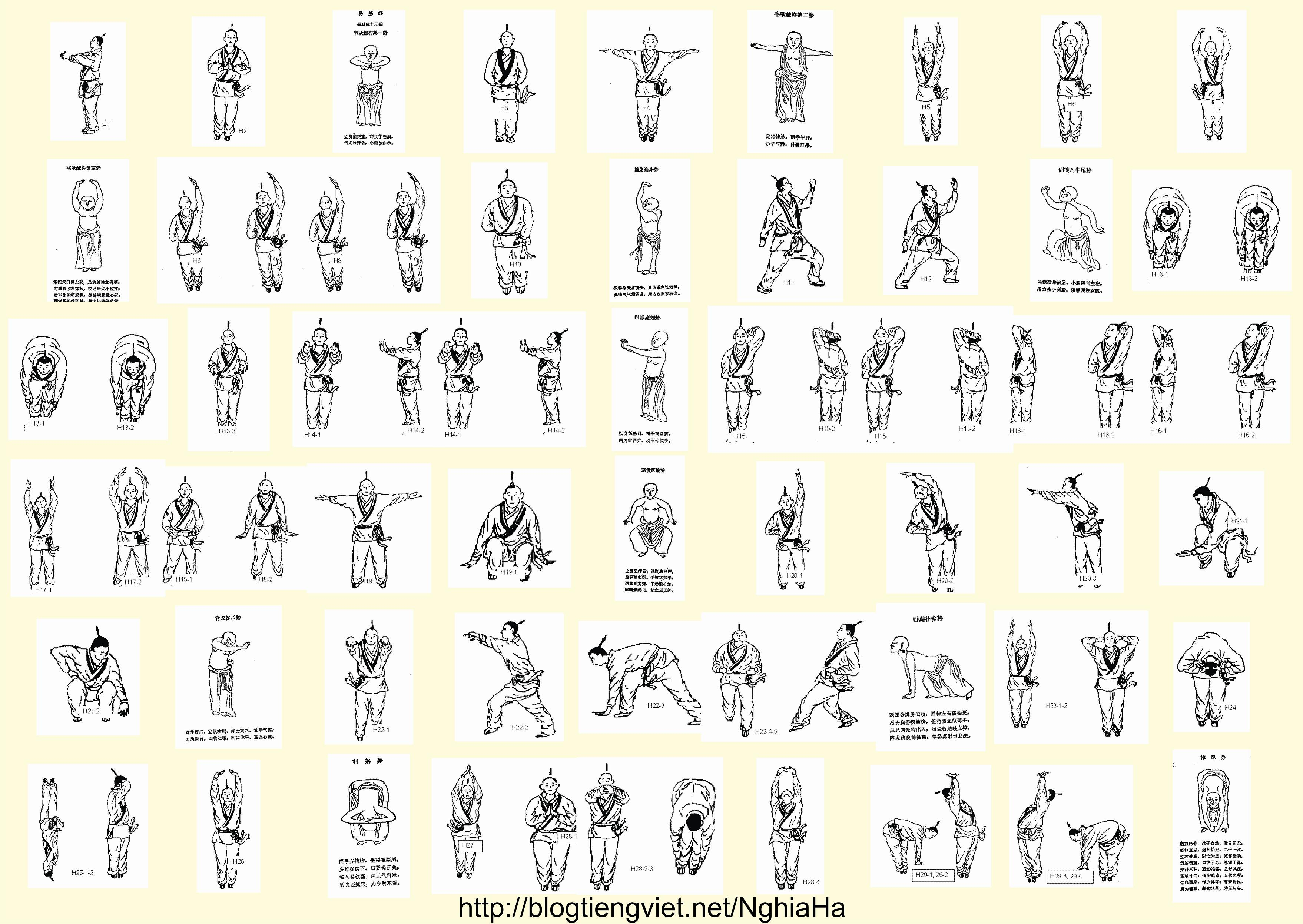
Последовательность действий Ицзиньцзин

Ицзиньцзин (кит. трад.  易筋經, упр. 易筋经, пиньинь Yìjīn jīng, палл. Ицзинь цзин — «Канон изменения в мышцах»). Цзинь означает «плоть, мышцы», а также «самое важное».
Является древнейшей системой самосовершенствования в практике ушу. Ицзиньцзин — многофункциональная система физического и психического оздоровления, включающая гимнастический комплекс, отдельные медитативно-дыхательные упражнения, суставную гимнастику, методы самоконтроля, поддержание правильного образа жизни, диетологию и методы регулирования сознания. Как способ самосовершенствования является таким же отдельным направлением, как, например, различные стили ушу, школы каллиграфии или чайной церемонии.

## Из истории трактата «Ицзиньцзин»
Согласно легенде, Ицзиньцзин, или «Канон изменения в мышцах», был якобы оставлен в виде завещания самим Бодхидхармой монахам Шаолиньсы. Трактат не имеет непосредственного отношения к кулачному искусству. Это краткое иллюстрированное пособие, содержащее гимнастические и дыхательные методики, большинство из которых заимствованы из ранних даосских систем даоинь. Узнать об истории Ицзиньцзин можно из двух предисловий к трактату. Первое составлено якобы монахом Ли Цзинем в 628 г., то есть через столетие после прихода Бодхидхармы в Китай, второе — Ню Гу из государства Южная Сун в 1142 г., который, судя по рассказам, был воином.

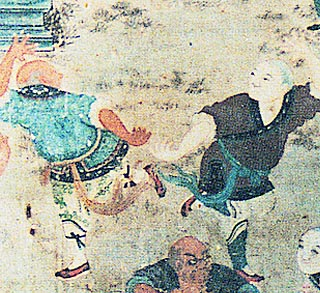
Картина на стене монастыря Шаолинь в провинции Хэнань

В предисловии Ли Цзиня прежде всего излагается история прихода Бодхидхармы в Китай, причём дополненная интересными подробностями. Он рассказывает, что Дамо, перед тем как покинуть Шаолиньскую обитель, оставил железный ящик, в котором монахи обнаружили два свитка. Первый оказался «Каноном омовения костного мозга» («Сисуй цзин»), и его передали второму чаньскому патриарху и настоятелю монастыря Хуэйкэ, но позже, по всей вероятности, трактат был утерян.
Второй рукописью, найденной в железном ящике Бодхидхармы, был «Ицзинь цзин», написанный на санскрите, поскольку Бодхидхарма всё же являлся индийским миссионером. Полный перевод трактата сделал миссионер из Западной Индии, имя которого китайская транскрипция передаёт как Паньцэмиди, и передал его некоему Цю Жанькэ — «Бородатый пришелец», по всей вероятности из Индии. Наконец, Цю передал трактат в руки буддийского монаха Ли Цзиня. После этого следы «Ицзиньцзина» надолго затерялись. О дальнейшей судьбе трактата в своём предисловии Ню Гу поведал, что во время путешествия по Западной Индии трактат был передан ему бродячим монахом, который назвался наставником знаменитого бойца и военачальника Юэ Фэя. Свиток «Ицзиньцзин» хранился в маленькой шкатулке.
В научных исследованиях истории возникновения «Ицзиньцзин» ученые подвергают сомнению указанные в предисловиях даты появления трактата и считают оба предисловия поздними подделками. Выводы историков: предисловия и сам трактат, по всей вероятности, были составлены почти одновременно — в 1624 либо в 1629 году.
В начале XIX в. трактат, сотни раз переписанный от руки, был широко распространён во многих школах ушу. Вероятно, именно в то время он и попал в Шаолиньский монастырь. Правда, тогда он носил другое название. Известный мастер нэйгун Ван Цзуюань после долгих поисков в архивах монастыря обнаружил два списка почти одинакового содержания, называвшихся, однако, по-разному. Первый, наиболее полный, именовался «Объяснения схем внутреннего искусства» («Нэйгун тушо») и фактически представлял собой компендиум различных трудов. Его центральную часть занимал «Ицзиньцзин», а в качестве составных частей входили такие известные труды, как «12 отрезов парчи» и «Классифицированные речения о внешней работе» («Фэнсин вай гун цзюэ»). В результате научного исследования было установлено, что все рисунки и объяснения не являлись подлинными, а были взяты из более раннего труда Сю Мифэна «Передача истины о долголетии поколений» («Шоуши чуаньчжэнь»), изданного в 1771 г.
Тем не менее трактат сразу стал называться «Шаолиньским Ицзиньцзином», хотя и не имел прямого отношения к Шаолиньсы. С момента издания ксилографа, взятого из шаолиньских архивов (до этого времени существовали лишь рукописные копии), «Ицзиньцзин» приобрёл свой канонический вид. Система, нашедшая отражение в трактате, пришла из народной оздоровительной (не боевой и не духовной) практики.

## Носители шаолиньской традиции Ицзиньцзин
Наиболее известным шаолиньским наставником, носителем традиций Ицзиньцзина, в последнее время был Ши Дэцянь (1939—2008).
Преемниками знаний шаолиньской традиции Ицзиньцзин в России являются прямые ученики Дэцяня, которым он в течение долгого времени лично давал наставления по Ицзиньцзину и официально разрешил передачу традиции их собственным ученикам.